# Jieznas
Jieznas (polonais: Jezno, russe: Езно Yezno, biélorusse: Езно Yezno, Yiddish: יעזנע Yiezne) est une ville de Lituanie ayant en 2005 une population d'environ 1 400 habitants.

## Histoire
Jieznas est mentionné dans des écrits pour la première fois en 1492.
En 1747, un palace de 52 chambres et 365 fenêtres est construit dans la ville mais détruit dans un incendie en 1837. 
En février 1919, une bataille dans la guerre entre la Lituanie et les soviétiques a lieu, empêche l'armée rouge de prendre Kaunas. 
En septembre 1941, 144 juifs de la ville sont assassinés dans une exécution de masse perpétrée par un Einsatzgruppen d'allemands et de nationalistes lituaniens.